# ベースアップ
ベースアップとは、給与の基本給部分（ベース）に対しての昇給額、または率である。和製英語(base up)であって、実務家の間ではベアと略されることが多い。職務給が採用されている欧米には存在しない概念である。
いわゆる「賃上げ」は給料のうち基本給が上がることであり、これには定期昇給とベースアップ（ベア）とがある。

## 定期昇給との違い
賃金の上昇額や率を計測する概念には、他に定期昇給（定昇と略すことが多い）があるが、賃金交渉の実務上は、ベースアップと定期昇給は区別される。
たとえば、ある個人について、2005年から2006年に、次のような基本給（月額）の変化があったとすると、ベースアップ額と定期昇給額は以下のようにそれぞれ別なものとして計算される。
|        | 30歳      | 31歳      |
| 2005年 | 250,000円 | 260,000円 |
| 2006年 | 253,000円 | 263,000円 |
| ------ | --------- | --------- |

ベースアップ額
30歳に対して253,000-250,000=3,000(円)
31歳に対して263,000-260000=3,000(円)
定期昇給額
2005年について260,000-250000=10,000(円)
2006年について263,000-253000=10,000(円)
ここで、2005年に30歳であった従業員は2006年には31歳になっているのだから、1人の従業員が経験する賃金の上昇は、定期昇給額10,000円とベースアップ額3,000円の和になっている。逆に言えば、こうした給与表のもとでは、1年間の給与の伸びは、ベースアップ部分と定期昇給部分とに分解できる。このような分解によって、賃金交渉の根拠がより明確になり、効率的な賃金設計ができることになる。
このうち、ベースアップ額はすべての労働者の名目賃金を底上げするものであり、インフレなどの貨幣的な要因の他、資本装備率の向上などによる企業全体の生産性向上を反映したものである。一方、定期昇給額は特定年齢層の従業員が1年勤続を積み増すことで得られる賃金の伸びに対応するものだから、その年齢層の教育訓練がもたらした労働生産性向上部分に相当する。
労働組合と企業との間での賃金交渉においては、企業収益の増加部分に対する労働生産性の貢献度合いをめぐって、ベースアップの有無およびその度合いが交渉のポイントとなることが多い。

## 意味
ベースアップの一つの機能は、企業収益の増加に対する労働生産性向上部分の評価といえる。具体的には、企業収益の向上に対して、労働生産性の向上が貢献しているほど、名目賃金をそれに応じてより厚く底上げすることが正当化される。逆に、企業収益の向上に労働生産性の向上が全く貢献していないのならば、ベースアップがゼロであっても仕方がないことになる。
ベースアップにあるもう一つの機能は、インフレ率に応じて名目賃金を調整するという働きである。たとえば、インフレ率が3%であり、名目の売上額が3%増加している状況で、名目賃金が従来通りならば、実質賃金は3%目減りしてしまう。このとき、名目賃金を3%上昇させてはじめて、実質的な労働条件は以前と等しくなるのだから、従前同様の人材を確保するためには、いずれ名目賃金の底上げが必要となってくる。
このようなインフレーションに対応した賃金調整は、近年のデフレ下ではほとんど無意味になったものの、高度成長期には実質賃金を調整する有力な手段でもあった。なお、名目賃金をインフレ率に連動させるような賃金調整は、経済学の理論上も望ましいこととされており、欧米でもインデクセーション (indexation)、いわゆる物価スライド制として、一定の範囲で用いられている。
日本のベースアップは、労働生産性の向上部分の労働者全体に対する還元という本来の意味づけの他、欧米で知られているインデクセーションの機能を取り込んだものと解釈できる。実際、適度なインフレが持続した高度成長期や、高インフレ率に悩まされたオイルショックの時期には、インフレ率にあわせて相当のベースアップが確保されてきたといえる。

## 廃れ
しかしながら、1990年代以降のバブル崩壊による長期不況で過剰雇用が露呈し、労働生産性の伸び自体がほとんど期待できなくなったこと、また、おもに中国などからの輸入品によって日本の労働費用が高すぎることが意識されたことなどによって、一律の賃上げの根拠は乏しくなり、ベースアップは期待できなくなった。また、この時期を通じてデフレが続いたことも、インフレに対応するというベースアップの意味合いを消失させたといえる。
そもそも、ベースアップ額を交渉条件とできるのは、上のような勤続に対応した給与表があることによる。しかし、欧米の企業や外資系企業にならって、大企業ほど成果主義に基づく賃金を重視するようになり、同期同一給与を前提としたベースアップ額の計算は難しくなっている。このため、ベースアップに関する議論や交渉自体を縮小または廃止する企業も多い。そうした意味でも、ベースアップに関する議論は、過去のものになりつつある。